# Olandezul zburător (legendă)

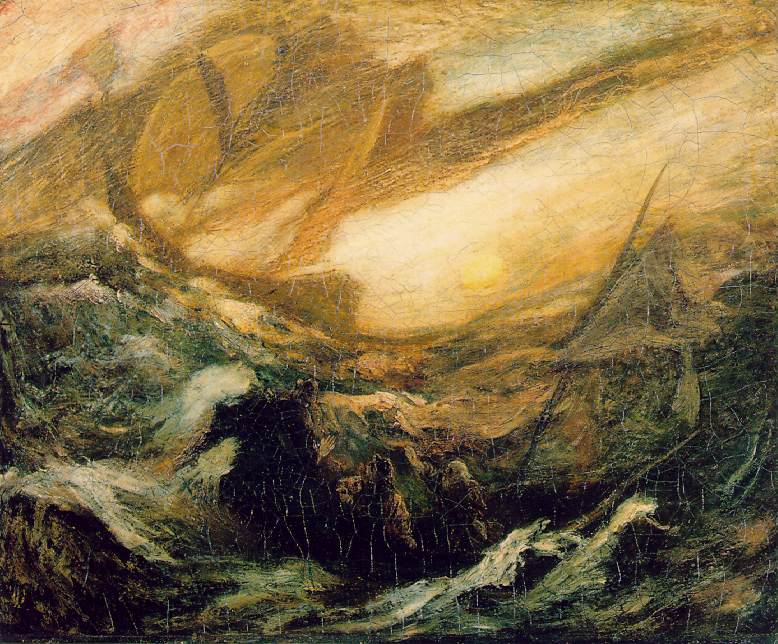
Olandezul zburător, 1896, de Albert Pinkham Ryder.

Olandezul zburător (în neerlandeză De Vliegende Hollander) este legenda unui căpitan de vas care a fost condamnat printr-un blestem să rătăcească pe toate mările cu corabia sa fantomă pentru totdeauna, fără să poată intra într-un port sau să-și găsească mântuirea prin moarte. Potrivit legendei, vasul se poate observa de departe, învăluit în ceață sau emanând o lumină fantomatică. Despre marinarii navei se spune că sunt fantome care încearcă uneori să comunice cu oamenii de pe uscat. În tradiția oceanică, vederea acestei nave-fantomă este un prevestitor al fatalității.
Este probabil că mitul să fi avut originea în Epoca de Aur a Companiei Neerlandeză a Indiilor de Est din secolul al XVII-lea. Cea mai veche versiune existentă a legendei a fost datată la sfârșitul secolului al XVIII-lea. Presupusele observări din secolele al XIX-lea și al XX-lea au susținut că nava strălucea cu o lumină fantomatică.

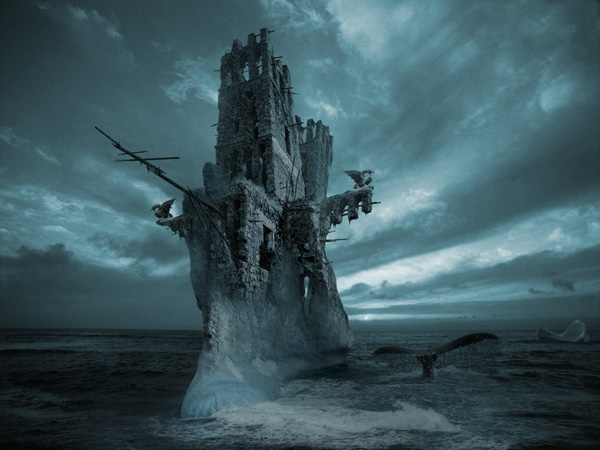
Ilustrație modernă a navei Olandezul zburător.

## Origini și povestea
Prima referință tipărită despre Olandezul zburător apare în Travels in various part of Europe, Asia and Africa during a series of thirty years and upward („Călătorii în diferite părți ale Europei, Asia și Africa pe parcursul unei serii de treizeci de ani și mai mult”), datată 1790, de John MacDonald:
„Vremea era atât de furtunoasă, încât marinarii au spus că au văzut Olandezul zburător. Povestea obișnuită este că acest olandez a venit la Cap, iar din cauza vremii a vrut să intre în port, dar nu a putut pentru că n-a avut cineva la cârmă care să o conducă și s-a pierdut, și că de atunci, pe vreme foarte rea, apare viziunea sa.”
Următoarea referință literară apare în capitolul VI din A Voyage to Botany Bay (1795) (cunoscut și ca A Voyage to New South Wales), atribuită lui George Barrington (1755–1804):
„Auzisem deseori de superstiția marinarilor în ceea ce privește aparițiile și blestemul, dar niciodată nu acordasem prea mult credit raportului; se pare că câțiva ani de când o navă de război olandeză a fost pierdută în largul Capului Bunei Speranțe și fiecare suflet de la bordul său a pierit, consoarta ei a înfruntat furtuna și a ajuns curând după aceea la Cap. După ce s-a refurnizat și a pornit la drum spre Europa, a fost asaltată de o furtună violentă aproape la aceeași latitudine. În timpul nopții, unii dintre oameni au văzut, sau și-au imaginat că au văzut, un vas care îi urmărea cu forța pânzelor, ca și cum ar avea intenția de a-i năvăli: unul dintre oameni în special a afirmat că a fost corabia care se prăbușise în fosta furtună, și că trebuia să fie cu siguranță ea, sau apariția ei; dar când imaginea acesteia s-a clarificat, obiectul, un nor gros și întunecat, a dispărut. Nimic nu putea să înlăture ideea acestui fenomen din mintea marinarilor; și, relatând împrejurările când au ajuns în port, au făcut ca povestea să se răspândească ca un foc sălbatic, iar presupusa fantomă a fost numită Olandezul zburător.”

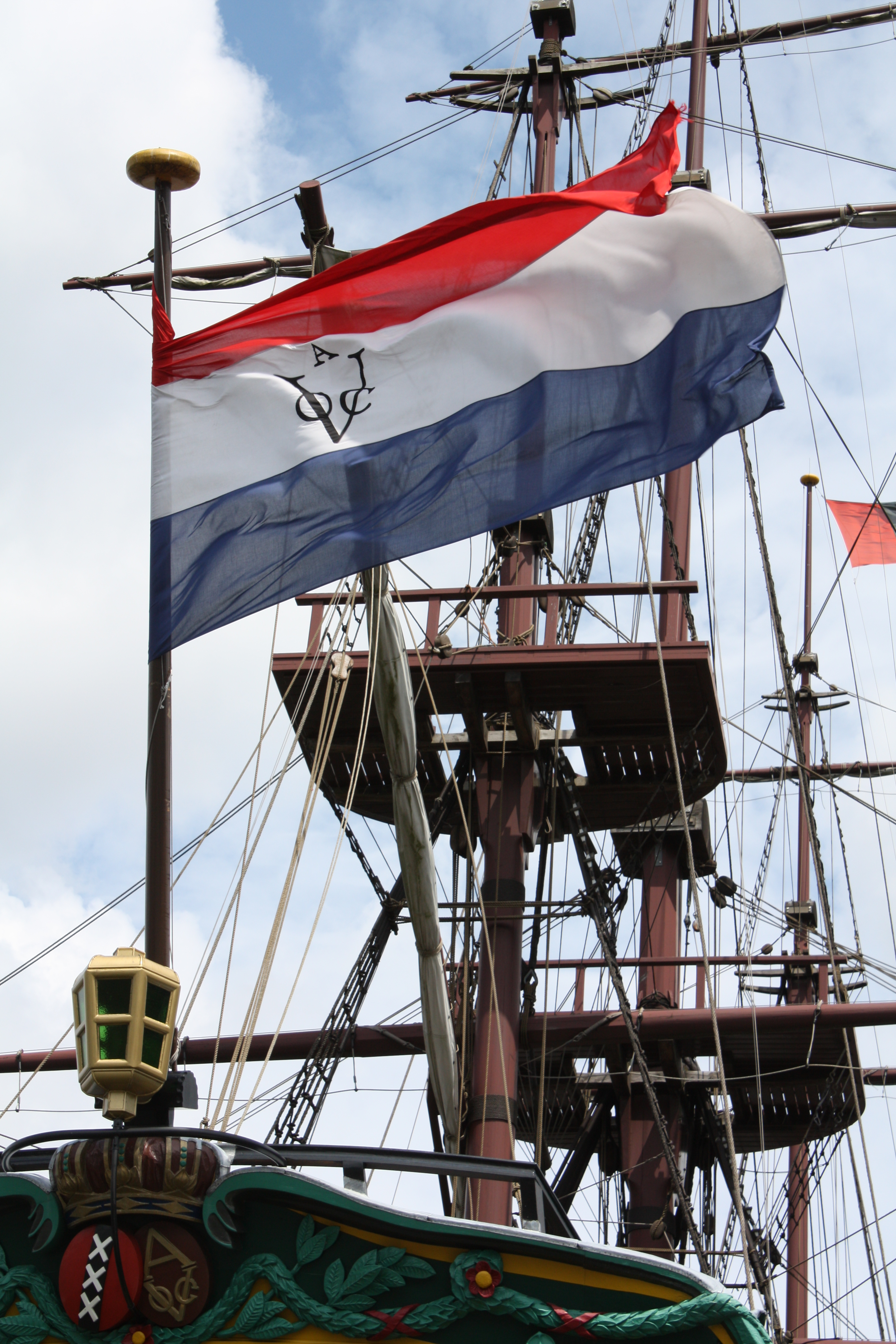
Replica unei nave olandeze folosite de Compania Neerlandeză a Indiilor de Est (Vereenigde Oostindische Compagnie). Este probabil ca legenda Olandezului zburător să fi avut originea în epoca de aur a Companiei din secolul al XVII-lea.

Potrivit unor surse, modelul căpitanului navei fantomă a fost căpitanul olandez Bernard Fokke, care în secolul al XVII-lea făcea navetă între Olanda și Insula Java (în Indonezia) cu o viteză atât de surprinzătoare încât unii suspectau că a făcut un pact cu Diavolul. Căpitanul a fost numit Falkenburg în versiunea olandeză a poveștii, Vanderdecken în versiunea lui Marryat și Ramhout van Dam în versiunea lui Irving. Este incert dacă expresia „Olandez zburător” se referă la navă sau la căpitanul acesteia.
Diverse versiuni descriu un blestem ca fiind cauza acestei destine adverse al vasului. Potrivit uneia dintre aceste povestiri, în 1641 căpitanul, un anume Hendrick van der Decken (în alte texte, Willem Van der Decken) - fără să țină seama de rugămințile marinarilor săi de a se refugia într-un golf protejat din apropiere (așa-numită "Baia Falsă") - ar fi jurat că ar dori totuși să depășească Capul Bunei Speranțe, chiar navigând pentru totdeauna, dacă era necesar, și cu prețul blestemării sufletului său și a celor din echipaj în caz de naufragiu, provocându-l pe Dumnezeu strigând spre cer că nu se teme de el și de Sfinți. Alții vorbesc despre o crimă oribilă săvârșită la bord sau despre marinari infectați cu ciumă și, prin urmare, excluși de la andocare în orice port; după alții, căpitanul l-ar fi blestemat pe Dumnezeu într-un moment de disperare. În orice caz, nava era destinată să navigheze pentru totdeauna.
Potrivit unei alte surse, nava a părăsit Amsterdamul în 1729 (în 1680 sau în prima jumătate a secolului al XVII-lea în alte texte) cu marfă la bord cu destinația Java în numele Companiei Indiilor. Căpitanul, un anume Willem Van der Decken, avea reputația de a fi nesăbuit și hotărât până la punctul de a nu se retrage în fața vreunei adversități. Apropiindu-se de Capul Bunei Speranțe o furtună mare a lovit nava, valuri foarte mari au scuturat vasul, cu vânturi intense și fulgere orbitoare. Într-un vis, Van der Decken a auzit o voce care îl implora să inverseze cursul, dar căpitanul lacom se îmbarcase și cu niște marfă pe care avea intenția să vândă pentru o sumă mare în Indiile Olandeze. Van der Decken a blasfemiat și l-a implorat pe Diavol făcându-i o promisiune că, dacă ar putea trece prin Cap, îi va putea lua sufletul în Ziua Judecății. Potrivit legendei, în acel moment, Diavolul însuși i-a apărut căpitanului încurajându-l să sfideze voia lui Dumnezeu și să conducă nava direct în furtună. Olandezul a acceptat, atrăgând pe cap condamnarea Celui Atotputernic: el și corabia sa de nemorți aveau să rătăcească mările fără să atingă vreodată pământ, până în ziua judecății. Nava s-a spart în două secțiuni și a naufragiat.
Întregul echipaj a pierit împreună cu căpitanul său, dar moartea a respins sufletul lui Van der Decken care, singur, a luat cârma epavei vasului învăluit într-o ceață fantomatică și funerară. Unii martori jură că au văzut fantoma căpitanului jucând zaruri cu diavolul însuși pe puntea navei. Alternativ, se spune că întregul echipaj a fost respins de moarte: din acel moment au fost toți condamnați să cutreiere mările pentru totdeauna pe nava lor fantomă: căpitanul era singurul în carne și oase (suspendat între viață și moarte până în Ziua Judecății) în timp ce întregul echipaj era alcătuit din fantome.
În versiunea lui Frederick Marryat, numai fiul căpitanului ar fi putut rupe vraja dacă ar fi reușit să se urce la bordul vasului aducând tatălui său o relicvă la închinare, constând dintr-un fragment din crucea lui Hristos.
Olandezul zburător apare și în opera omonimă (în germană Der fliegende Holländer) din 1843 a lui Richard Wagner .

## Explicări ca iluzie optică

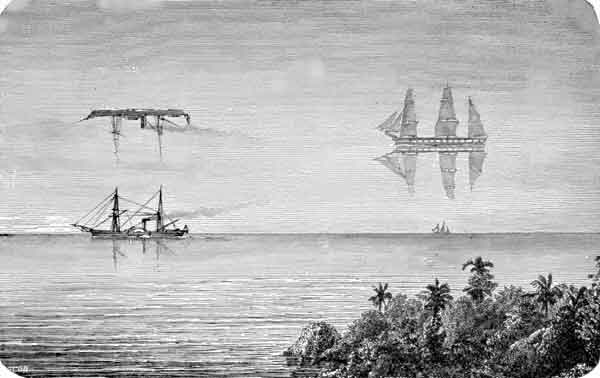
Ilustrație dintr-o carte din secolul al XIX-lea care arată mirajele superioare a două nave.

Probabil cea mai credibilă explicație este un miraj tip Fata Morgana văzut pe mare.
„Vestea s-a răspândit curând prin navă că o navă-fantomă cu un echipaj fantomatic naviga în aer peste ocean și că era un semn rău și însemna că niciunul dintre ei nu va mai vedea vreodată pământul. Căpitanului i s-a spus povestea minunată și, venind pe punte, le-a explicat marinarilor că această apariție ciudată a fost cauzată de reflexia unei corăbii care naviga pe apă sub această imagine, dar la o asemenea distanță nu au putut să o vadă. Existau anumite condiții ale atmosferei, spunea el, când razele soarelui puteau forma o imagine perfectă în aer a obiectelor de pe pământ, precum imaginile pe care le vedem pe sticlă sau apă, dar acestea nu erau în general drepte, dar inversate, ca în cazul a acestei nave — întoarse de jos în sus. Acest tip de apariție în aer se numește miraj. I-a spus unui marinar să se urce în gabie și să privească dincolo de nava-fantomă. Bărbatul a executat ordinul și a raportat că putea vedea pe apă, sub nava în aer, una exact ca aceasta. Tocmai atunci s-a văzut o altă navă în aer, doar că aceasta era o navă cu aburi și apărea întoarsă, așa cum spusese căpitanul. Curând după aceea, nava cu aburi însuși a apărut la vedere. Marinarii erau acum convinși și n-au mai crezut niciodată în nave-fantomă.”
Un alt efect optic cunoscut sub numele de looming apare atunci când razele de lumină sunt îndoite peste diferiți indici de refracție. Acest lucru ar putea face ca o navă chiar la orizont să pară ridicată în aer.